# Hornera striata
Espèce
Hornera striata est une espèce éteinte de bryozoaires de la famille des Horneridae.